# Richard Pousette-Dart
 Richard Pousette-Dart  (* 8. Juni 1916 in Saint Paul, Minnesota (USA); † 25. Oktober 1992 in Rockland County, New York) war ein US-amerikanischer Maler und Grafiker. Er gehörte zu den bedeutenden Vertretern des Abstrakten Expressionismus.
Richard Pousette-Dart ist eines der jüngsten Mitglieder der Bewegung der amerikanischen Abstrakten Expressionisten. Als Künstler war er ein Autodidakt.
Richard Pousette-Dart wuchs in Valhalla, New York auf. Er zog nach Manhattan im Jahr 1937. Um seinen Lebensunterhalt zu verdienen, arbeitet er als Assistent des Bildhauers Paul Manship. In den 1940er Jahren war ein aktives Mitglied der künstlerischen Avantgarde in New York City. Im Jahr 1951 zog er nach Rockland County, New York, wo er mit seiner Frau, der Dichterin Evelyn Gracey bis zu seinem Tod im Jahr 1992 lebte und arbeitete.
Die Gemälde und Zeichnungen von Richard Pousette-Dart wurden auf zahlreichen nationalen und Internationalen Gruppenausstellungen (z. B. der documenta 2 1959 in Kassel) und Einzelausstellungen gezeigt, Dazu gehören das Museum of Modern Art in New York 1969 bis 1970; das Whitney Museum of American Art, New York 1963, 1974 und 1998; das Museum of Art Fort Lauderdale, Fort Lauderdale, Florida 1986; das Indianapolis Museum of Art, Indiana 1990; The Metropolitan Museum of Art, New York 1997; und die Schirn Kunsthalle Frankfurt am Main 2001.

## Werke in Museen und Sammlungen
- Addison Gallery of American Art, Andover, Massachusetts, USA
- Brooklyn Museum, New York, USA
- Corcoran Gallery of Art, Washington DC, USA
- Hirshhorn Museum and Sculpture Garden, Washington DC, USA
- Indianapolis Museum of Art, USA
- Los Angeles County Museum of Art, USA
- Metropolitan Museum of Art, New York, USA
- Smithsonian American Art Museum, Washington DC, USA
- Museum of Fine Arts, Boston, USA
- Museum of Modern Art (MoMA), New York, USA
- Galleria degli Uffizi, Florenz, Italien
- Philadelphia Museum of Art, USA
- Schirn Kunsthalle, Frankfurt am Main, Deutschland
- Solomon R. Guggenheim Museum, New York, USA
- Tel Aviv Museum of Art, Israel
- Whitney Museum of American Art, New York, USA